# Rattus osgoodi
Rattus osgoodi es una especie de roedor de la familia Muridae. Su nombre hace referencia a Wilfred Hudson Osgood.

## Distribución geográfica
Se encuentra sólo en dos localidades de la provincia de Lam Dong, al sureste de Vietnam: Langbian Peak y Gougah.